# آكي آليون
آكي آليون (بالإنجليزية: Aki Aleong)، من مواليد 19 ديسمبر 1934، هو ممثل أمريكي من أصل ترينيدادي، شارك في عدة أفلام، ومنها فيلم براداك: ميسنغ إن أكشن 3.